# Arteria espinal anterior
En anatomía humana, la arteria espinal anterior es una arteria que se origina como rama colateral de la porción intracraneal de la arteria vertebral. Nace de ramas de las arterias vertebrales, recibe sangre de las arterias medulares segmentarias anteriores, incluyendo la arteria radicular magna (arteria de Adamkiewicz) , y discurre a lo largo de la cara anterior de la médula espinal. No presenta ramas.

## Trayecto y distribución
La arteria espinal anterior es una rama pequeña que nace cerca de la terminación de la arteria vertebral y, descendiendo enfrente del bulbo raquídeo, se une con su compañera del lado opuesto al nivel del foramen magno. Uno de estos vasos es normalmente más grande que el otro, pero ocasionalmente son del mismo tamaño aproximadamente.
El tronco único desciende enfrente de la médula espinal, y es reforzado por una serie de pequeñas ramas que entran en el conducto vertebral a través de los forámenes intervertebrales. Estas ramas se derivan de la arteria vertebral, la arteria cervical ascendente —una rama de la arteria tiroidea inferior— en el cuello, de las arterias intercostales en el tórax, y de la arteria lumbar, la arteria iliolumbar y las arterias sacras laterales en el abdomen y la pelvis.
Se unen, por medio de ramas ascendentes y descendentes, para formar una única arteria media anterior, que llega hasta la parte inferior de la médula espinal, y se continúa con una pequeña rama en el filum terminal.
Este vaso está localizado en la piamadre a lo largo de la fisura media anterior; irriga esa membrana, así como la sustancia de la médula espinal, y emite ramas en su porción inferior que se distribuyen hacia la cola de caballo.

## Patología
El trastorno de la porción anterior de la médula espinal lleva a afectación bilateral del tracto corticoespinal, produciendo déficit motor, y afectación bilateral del tracto espinotalámico, produciendo déficit sensorial en forma de pérdida de sensibilidad al dolor y la temperatura. Este es el síndrome de la arteria espinal anterior, y ocurre cuando el bloqueo de la arteria espinal anterior se produce al nivel de la médula espinal; contrástese esto con el síndrome bulbar medial, que ocurre cuando la arteria espinal anterior está ocluida al nivel del bulbo raquídeo, lo cual causa diferentes síntomas: afecta al tracto corticoespinal (contralateralmente), al lemnisco medial (contralateralmente) y al nervio hipogloso (ipsilateralmente).

## Imágenes adicionales
| |
| Arterias de la base del cerebro. El polo temporal del telencéfalo y una porción del hemisferio cerebelar han sido retirados en el lado derecho (mitad izquierda del diagrama). Aspecto inferior (visto desde debajo). La arteria espinal anterior está abajo. |

| |
| Arterias del encéfalo, el tronco del encéfalo y la porción superior de la médula espinal. La arteria espinal anterior está abajo. |